# Distrito da Burguenlândia
O Distrito da Burguenlândia (em alemão:  Burgenlandkreis) é um distrito (Landkreis) da Alemanha localizado no estado da Saxônia-Anhalt.
Depois de uma reforma dos distritos da Saxônia-Anhalt (em alemão: Kreisreform Sachsen-Anhalt 2007) que entrou em vigor em 1 de julho de 2007, os distritos de Weißenfels e da Burguenlândia (um antigo distrito existente entre 1994 e 2007) foram dissolvidos e fundidos no novo Distrito Rural da Burguenlândia (Landkreis Burgenland), que mudaria para o atual nome Distrito da Burguenlândia (Burgenlandkreis) pouco depois.

## Cidades e municípios
O distrito da Burguenlândia consiste das seguintes subdivisões:
| Cidades livres                                                          | Municípios livres |
| ----------------------------------------------------------------------- | ----------------- |
| 1. Hohenmölsen 2. Lützen 3. Naumburg 4. Teuchern 5. Weißenfels 6. Zeitz | 1. Elsteraue      |

| Verbandsgemeinden com municípios:                                                                                                  | Verbandsgemeinden com municípios:                                                                  | Verbandsgemeinden com municípios:                                                                                | Verbandsgemeinden com municípios:                                                                           |
| --- | -------------------------------------------------------------------------------------------------- | --- | --- |
| - 1. An der Finne 1. An der Poststraße 2. Bad Bibra1, 2 3. Eckartsberga2 4. Finne 5. Finneland 6. Kaiserpfalz 7. Lanitz-Hassel-Tal | - 2. Droyßiger-Zeitzer Forst 1. Droyßig1 2. Gutenborn 3. Kretzschau 4. Schnaudertal 5. Wetterzeube | - 3. Unstruttal 1. Balgstädt 2. Freyburg1, 2 3. Gleina 4. Goseck 5. Karsdorf 6. Laucha an der Unstrut2 7. Nebra2 | - 4. Wethautal 1. Meineweh 2. Mertendorf 3. Molauer Land 4. Osterfeld1, 2 5. Schönburg 6. Stößen2 7. Wethau |
| 1sede do Verbandsgemeinde; 2cidade;                                                                                                | | | |